# Dyrekcje Generalne Komisji Europejskiej
Dyrekcje Generalne (DG) Komisji Europejskiej – piony administracyjne Komisji Europejskiej, które odpowiadają ministerstwom w strukturach państwowych. To właśnie w DG sporządzane są projekty aktów prawnych, które po serii konsultacji są przyjmowane przez Kolegium Komisarzy jako projekty Komisji. 

## Struktura
Na czele każdej DG stoi Dyrektor Generalny, będący jednocześnie przełożonym administracyjnym wszystkich pracowników danej DG. DG dzielą się z kolei na Dyrekcje a te na Działy/Jednostki (polska terminologia nie została jeszcze ustalona). Pieczę "polityczną" nad poszczególnymi Dyrekcjami Generalnymi sprawują Komisarze. Ich rolą jest stymulacja polityczna danej DG bez formalnej administracyjnej ingerencji w jej funkcjonowanie.

## Dyrekcje Generalne
Obecnie istnieje 24 DG, zasadniczo utworzonych do obsługi poszczególnych polityk wspólnotowych np.:
- DG Rolnictwo,
- DG Rybołówstwo,
- DG Konkurencja.

Istnieją jednak Dyrekcje Generalne pełniące zadania ogólne np.:
- DG Budżet,
- DG Tłumaczenia,
- Sekretariat Generalny itp.

Przykłady dyrekcji ds. polityk tematycznych np.:
- Dyrekcja Generalna ds. Edukacji, Młodzieży, Sportu i Kultury (EAC) - następczyni Dyrekcji Generalnej ds. Edukacji i Kultury, której dyrektorem generalnym był od 2009 r. Jan Truszczyński[1].

## Inne służby
Oprócz Dyrekcji Generalnych, struktura administracyjna Komisji Europejskiej przewiduje istnienie służb: np. Służba Audytu Wewnętrznego, Służba Prawna. Sumując DG oraz służby, struktura organizacyjna Komisji składa się z 36 departamentów.
Wszystkie Dyrekcje Generalne, z wyjątkiem DG Tłumaczenia, częściowo DG Zatrudnienie, DG Społeczeństwo Informacyjne, DG Energia i Transport, DG Edukacja – które to położone są w Luksemburgu – mieszczą się w Brukseli.